# 谷口信輝
谷口 信輝（たにぐち のぶてる、1971年5月18日 - ）は、広島県佐伯郡大野町（現：廿日市市）出身のレーシングドライバー、YouTuber。愛称は「ノブ」「NOB(谷口NOB)」。
日本カー・オブ・ザ・イヤー選考委員。

## プロフィール
- 身長：185cm
- 体重：66kg
- 血液型：B型
- 愛車：Mercedes-AMG GT S、メルセデス・ベンツ・Aクラス 、メルセデス・ベンツ・Eクラス 、メルセデス・ベンツ・Sクラス、 メルセデス・ベンツ・GLEクラス 、日産・180SX、日産・シルビア(S14、S15)、トヨタ・プリウス（4代目）、トヨタ・スポーツ800、トヨタ・アルテッツァ、レクサス・RC F、トヨタ・ハイエース、トヨタ・アルファード[1]、トヨタ・AE85トレノ（4A-Gエンジンに乗せ換え等のカスタムによりAE86化した車両）。
- 愛称：NOB(ノブ)

## 経歴
16歳(1987年)よりバイクに夢中になり、18歳(1989年)でミニバイクレースで日本一に輝く。その後、いくつかのバイクチームからのオファーもあり、ライダーのステップアップも考えていたが、バイクレースの帰り道にドリフトしながら交差点を曲がって行くAE86に遭遇し、ドリフトに興味を持ち始める。その時、知人からバイク運搬用としてマツダ・ボンゴを購入予定だったが、マツダ・RX-7(FC3S)でドリフトしたいと思っていた。従兄弟に相談すると、RX-7は燃費が悪いと反対されAE86を薦められる。同時に近所にある知人の中古車販売店に60万円のAE86（トヨタ・スプリンタートレノ）が売られているのを薦められ、谷口は悩んだ末にAE86を選択する。ここから谷口のドライバーとしての人生がスタートする。本人曰く、「あの時ボンゴを買っていたらライダーになっていた」。
1996年に四国の阿讃サーキットで開催されたビデオオプションが主催するドリフト大会「いかす走り屋チーム天国」（通称『いか天』）の中四国大会に出場、3位となり全国大会の切符を手にする。那須エクスプローラーサーキットで開催された第2回いか天全国大会では3位を獲得。この時から雑誌などの取材が増え、谷口の名が世に出始める。当時は2トントラックで豆腐屋の配達をしていたが、「豆腐屋/ドリフトが得意/峠の走り屋/ハチロク使い」という点が、ちょうど同時期に連載を開始した『頭文字D』の主人公・藤原拓海と共通していたため、周囲からは「漫画のモデルでは？」と言われていた。
その後、モータージャーナリストを目指し28歳(1999年)で上京し、バイトをしながら雑誌ドライバーを務め、2001年(30歳)からレーシングドライバーとしての活動を開始。最初のレースはネッツカップ・アルテッツァレースだった。

## 戦績

### D1グランプリ
2001年は第2戦と第5戦（共に日光サーキット）で勝利を飾り、シリーズチャンピオンの座を掴む。第2戦で4輪にウェット用のSタイヤを装着、第5戦ではドライ用のSタイヤ4輪装着で優勝を飾った。
2002年はHKSのワークスドライバーとなり、HKSハイパーシルビア（S15）に乗る事となる。しかし、シェイクダウン時に運転していた土屋圭市がクラッシュしたため、第1戦では自前の車にHKSのパーツを装着した物を使っていた。第2戦でHKSのワークスカーが復活し優勝するが、第3戦以降は度重なるシフトミスで敗退、第6戦ではタイロッドが折れるというマシントラブルなど、上位には食い込むが表彰台にはあまり立てなかったため、シリーズチャンピオンには届かなかったが、シリーズランキング2位を獲得した。
2003年、この年もシリーズチャンピオンの候補に挙げられていたが、第1戦の練習中にエンジンブロー、さらにはスペアカー（マイカー）のブレーキパッドが剥離し、それを修理したところブレーキバランスが狂ってしまい、決勝1回戦でスピンして追走に進出できなかった。第2戦では地元ながら不得意な備北ハイランドサーキットで、滑りやすい路面にマシンが合わずベスト16にて敗退。第3戦スポーツランドSUGOでは電気系のトラブルが発生し予選落ちに終わった。しかし、2か月のブランクがあった第4戦富士スピードウェイでは、得意の超高速コースと復調したマシンの戦闘力が加わり2位を獲得。第5戦では待望の新車であるハイパーシルビアRS-II（S15）が投入されて6位。最終戦筑波サーキットでは、ベスト16に入る前のオープニングセレモニーでオーバーレブのため第1戦と同様にエンジンブローが発生し、セッティングも走りもまったく違うRS-Iに乗り換え、追走序盤に三木竜二とサドンデスを繰り返すなど苦労しながらも決勝まで進出。相手である今村陽一のハーフスピンにも助けられ、シーズン初優勝を飾った。
2004年は第1戦アーウィンデール・スピードウェイ（アメリカ・カリフォルニア州）、第2戦スポーツランドSUGOで準優勝、第3戦エビスサーキット南コースで3位表彰台、第4戦オートポリスで優勝するなど抜群の安定感を見せていた。シリーズチャンピオン最右翼と言われていたが、第6戦のエビスで、乗りなれたハイパーシルビアRS-IIから乗り換えた「HKS Racing Performer IS-220R アルテッツァ」（SXE10）がブーストがほとんどかからなくなるという突然のマイナートラブルを起こし、シーズン初の1回戦落ちとなった。最終戦の筑波サーキットで巻き返しを図るも、追走1回戦（ベスト16）でテールを止めきれずに平岡英郎に接触して敗退し、シリーズチャンピオンを逃した。
2005年は第4戦、第7戦がSUPER GTやスーパー耐久と重なるために不参加。第1戦アーウィンデールではマシントラブルによりベスト16敗退。第2戦お台場でもプロペラシャフトが折れるという予期せぬマシントラブルにより決勝で敗退した。高速コースを得意とする谷口であるが、第3戦SUGOでは1本目で失敗したことによるリズムの崩れから1回戦で敗退した。第5戦エビスではベスト8にて織戸学とのGTドライバー対決となったが、先行でアンダー、後追いでスピンをしてしまい敗退した。第6戦富士スピードウェイでは得意の高速コースとあって期待されていたが、ベスト8にて詰まりすぎによるアンダーを出して敗退。前述のようにここでシーズンを終えることとなる。
2006年2月24日、HKSがD1グランプリからの撤退を発表した。所属していた谷口も他チームやプライベートでの参戦は行わなかった。
2008年、第2戦の富士でHKS・IS220-Z（2号機）でスポット参戦。約2年ぶりの復活となる。1回戦は難なく通過したが、ベスト16で当たった水畑力にサドンデスの末に敗れる。そしてお台場エキシビションにも参戦し、土曜日のベスト16で熊久保信重にまたもやサドンデスの末に敗れるが、日曜日はベスト16で当たった平岡英郎が観客席側に設けられた鉄柵に突き刺さるほどの大クラッシュに見舞われたことから不戦勝でベスト8に進出を果たす。しかし、手塚強にサドンデスで敗れた。
2009年はスケジュールの調整などを詰め、フル参戦での復帰を目標に準備を進めていたが、結局参戦は実現しなかった。
2011年は第3戦と第5戦、D1 CHAMPIONS in Centrairにゲスト解説者として参加した。また、D1 CHAMPIONS in Centrairにてデモランを披露。
2012年はHKSと谷口が7年ぶりにフル参戦で復帰。マシンはアルテッツァに代わってトヨタ・86を投入。第1戦お台場から参戦予定だったが、開発が間に合わず従来のアルテッツァで参戦。追走に進出するも、ベスト16でBMW・3シリーズに乗る上野高広に敗れて13位に終わる。第2戦鈴鹿より86を投入し、得意のレーシングコースで単走7位につけ、追走でもベスト16で片岡龍也に勝利するも、続くベスト8ではパワーで勝るトヨタ・マークXに乗る高橋邦明に敗れ5位。第3戦オートポリスでは天候が変わる悪条件の中、単走こそ9位ながら追走で末永直登（ベスト16）、手塚強（ベスト8）に勝利。ベスト4では日産・ローレル（C33）に乗る熊久保信重を相手に1本目のミスもあり敗退。ただし3位決定戦では佐久間達也に勝利し、自身では2005年の第2戦以来、86では初の表彰台に登った。その後第4、5戦のエビス、第6戦のセントレアでは3戦連続での1回戦落ちに終わるが、最終戦お台場では単走ではシーズン最高の4位につけ、追走でも藤中学（ベスト16）、斎藤太吾（ベスト8）に勝利。ベスト4では単走から好調の内海彰乃に敗れて決勝進出はならなかったが、3位決定戦ではオートポリスと同じく佐久間との対決で勝利を飾り、2度目の3位表彰台を獲得した。
2013年も引き続き「HKS Racing Performer 86」でフル参戦。
2014年を最後に参戦休止し、以降は審査席での解説等で活躍。

### 全日本GT選手権・SUPER GT
全日本GT選手権・SUPER GTでは2002年よりGT300クラスに参戦。当時はRE雨宮からマツダ・RX-7でのエントリーで、早くも第4戦で初優勝を遂げた。
2004年からRACING PROJECT BANDOH（坂東商会）に移籍。この年は第2戦で優勝し、シリーズ5位となった。
2005年は第5戦もてぎで2位表彰台を獲得するも、シーズンを通して低迷し、シリーズ7位に終わった。
2006年からディレクシブに移籍し、第3戦終了時点でポイントランキングトップに立つが、同年8月にディレクシブがシーズン途中ながら事実上モータースポーツから撤退してしたため、R&D SPORTにチームごと移籍。第7戦まではトップのままシーズンを順調に過ごしていたが、第8戦以降はノーポイントに終わり、ドライバーズランキング3位で終了した。
2007年はチーム・タイサンに移籍。マシンが5年前の旧型ポルシェという事や、チームメイト山路慎一の体調不良による欠場など不安の多いシーズンだったが、旧型車の性能優遇措置を活かし、メインストレートが長くテクニカルコーナーが少ないツインリンクもてぎや富士スピードウェイで速さを見せ、年間2勝の活躍でランキング6位の成績を残す。
2008年も引き続きチーム・タイサンから参戦。マシンの熟成が進んできたこともあり、開幕から2戦連続表彰台に上る。第7戦ツインリンクもてぎでは自身初のポールポジションを獲得する。チャンピオン争いとなった第8戦オートポリスでは、2位走行中にパートナーの山路慎一がGT500の車に接触され4位に後退。さらに19号車にも追突され、ノーポイントに終わったためタイトル争いから脱落した。最終戦富士では優勝し、ランキング3位の成績を残した。
2009年はRE雨宮に復帰。開幕から4戦連続表彰台に乗りランキングトップに立った。特に第4戦セパンでは、接触によりほぼ最後尾まで落ちたもののそこから怒涛の追い上げを見せ、タイヤ無交換作戦も成功し3位表彰台を獲得した。しかし、その後はウェイトハンデや第7戦のエンジントラブルによりスタートすらできなかったことも響き、タイトル争いから一歩後退。第8戦と最終戦で2位を獲得するも、シリーズ2位で終える。
2010年は引き続きRE雨宮から参戦。開幕戦はポールポジションからスタートし、オープニングラップでコースアウトするものの得意のタイヤ無交換作戦で優勝を飾ると、セパンでも優勝を果たして2勝を挙げる。しかし、それ以外のレースでは大量得点を得られず、シーズン3位で終えることとなった。
2011年はSUPER GT初の痛車チームであるグッドスマイルレーシングの初音ミクBMW・Z4 GT3での参戦。第3戦セパンでは圧倒的なストレートスピードを武器にポール・トゥ・ウィンを果たした。その後シーズン途中の性能調整を受けるも3勝し、GT参戦10年目にして自身初のシリーズチャンピオンを獲得した。普段は堂々としてクールな谷口であったが、この時はいろんな思いがこみ上げ、インタビューでは涙を見せた。JAFグランプリ1日目ではタイヤ選択のミスにより予選は振るわなかったが、本選ではそのストレートスピードを武器にして首位に立つ。その後、最終ラップの最終コーナーでHANKOOKの藤井に一旦交わされるものの、直線でオーバーテイクを果たし、優勝した。
2012年以降もグッドスマイルレーシングのBMW・Z4 GT3で、移籍してきた片岡龍也と共に参戦。
2012年は1回優勝するも、ガス欠トラブルや性能調整に苦しむ形でシーズン5位に終わった。
2013年は、JAF-GT勢が猛威をふるう中で、ポイント圏外や鈴鹿1000kmでのレース後の車両検車でリストリクターのトラブルによって失格になるという不運にあう。それでも終盤で2連勝しシリーズチャンピオンの可能性を残して最終戦に臨むが、結局シーズン3位に終わる。
2014年は、GT300としては初めて開幕2連勝を果たし順調なシーズンを切ることが出来たが、中盤は他車との接触や雨天での作戦ミスによりポイントを取れない時期が続いた。終盤ではウェイトハンデに苦しみながらもポイントを重ね、チームとして初めてドライバーズランキングトップで最終戦を迎える。最終戦のもてぎでは、練習走行からセッティングに苦しむが、予選では大幅なセッティング変更が功を奏し3番手につける。本選では、仮にGANERが勝利をした場合3位以内に入ればシリーズチャンピオンを獲得できる状況の中で後半のスティントを担当し、Audiの猛追を振り切り、3年ぶりとなる2度目のシリーズチャンピオンを獲得した。
2015年では、2012年以来となるデフェンディングチャンピオンとしてカーナンバー0を付けて参戦。車種は前年まで使用していた初音ミクBMW・Z4 GT3からメルセデスベンツSLSに変更しての参戦となった。また、現行レースとなってからGT300においては連覇を果たしたチームが皆無であることから連覇の偉業に挑戦するシーズンでもあった。しかし、シーズンではレギュレーションの影響もあってか開幕戦から苦戦が続く。結局、最終戦では2位表彰台を獲得したものの、1年を通して優勝はおろか表彰台もこのレースのみとなった。
2016年では、前年と変わらず片岡龍也とのコンビで参戦。車種がSLSからAMGに変更となる。シーズンでは、開幕戦を2位と好調な滑り出しを見せたものの、ストレートスピードが極端に遅いという問題をかかえ苦戦が続く。それでも安定した成績を残し、また車も後半になるにつれて調子を上げていった結果、最終戦のもてぎでは3位表彰台を飾り、シーズン5位で終わる。
2017年では、前年に引き続き片岡龍也、車種はAMGで参戦。開幕戦の岡山の予選にて2番手につける。決勝では、赤旗が出るなど荒れた展開ながらも3年ぶりに優勝を飾る。インタビューの際には、いつものように冗談をいいつつも涙を見せた。
その後も順調にポイントを重ね、3年ぶりのGT300のチャンピオンを獲得した。
2020年に新車のAMG Evoを投入。2025年現在まで同じチーム体制で参戦し続けている。

### ツーリングカーレース
スーパー耐久には早くから参戦しており、8度のクラスチャンピオンに輝いている。2011年にはGT300、シビックインターと合わせてST-1クラスも制覇し、国内ツーリングカー三冠という快挙を達成した。この実績もあり、GT500やF1乗車経験が無いのにも関わらず、特例でのプラチナドライバー認定を受けていた時期がある(2015年にプラチナドライバー規定が改定され、GT300の優勝、シリーズチャンピオン経験者でプラチナドライバー認定となった)。
86/BRZレースにもKTMS（神戸トヨペットモータースポーツ）から参戦し、2014年、2015年と2018年、2019年に2回連覇し合計4回のチャンピオンに輝いている。

## 筑波スーパーラッパーとしての活躍
筑波サーキットにおけるスーパーラップには2001-2002シーズンから登場した。最初はラーマン山田、土屋圭市、飯田章、織戸学の影に隠れていた。本人曰く「ドリフト上がり（=強いオーバーステア傾向の車を運転していた）なのに、いきなりアンダーステアのセッティングをしなければいけないのが大変」だったと述べている。しかし2002-2003シーズン以降は頭角を現し、RE雨宮μ 3ローター7にてN/A車当時最速の58秒8を叩きだし、トップクラスのスーパーラッパーとなる。
2003-2004シーズン、ランサーエボリューションVIII(CT9A)をベースにHKSがチューニングした「HKS・TRB-02（ツクバレコードブレイカー02）」で、筑波サーキットチューニングカー最速タイムとなる55秒フラットを叩きだしレコード保持者となり、後日55秒切りを達成した。しかしその後のセッティングラン中に、第一ヘアピンでスポンジパッドに全開で突っ込み、車両価額推定1000万円のマシンをスクラップにしてしまったそれでも2004-2005シーズン・そして2005-2006シーズンにおいてこのタイムを越える車は登場しなかったが2006-2007シーズンにランサーエボリューションIXをベースにした「HKS・CT230R」で53秒589を記録し最速レコードを更新した。谷口は2012年までチューニングカーにおける筑波レコードホルダーであった
（2013年にアンダー鈴木がスコーチADVANシルビア（S15）で更新（52秒649））
現在はこのCT230Rで出した4WDレコードの他に、前述のD1車両レコード（HKS HIPER SILVIA RS-IIにて）、そして4ドア車レコード（Racing Perfomer IS-220Rにて、のちにCT230Rが更新）の3部門でのレコードホルダーとなっている。
TOPFUEL S2000-RR
- 2015年1月25日　富士スピードウェイ　1分39秒131(チューニングカーSタイヤコースレコード)
- 2015年2月5日　岡山国際サーキット　1分27秒887(チューニングカーコースレコード)
- 2015年3月20日　オートポリス　1分46秒568(チューニングカーコースレコード)
- 2015年12月3日　鈴鹿サーキット　1分59秒936(チューニングカーコースレコード)

## ドライビングスタイル
- ストリート出身だけあって、ウェットコンディションなど荒れたレースに強さを見せている。SUPER GT+では「チョイ濡れスリック（雨が降り出した直後のスリックタイヤでの走行）が得意」と紹介されている。
- ヤシオファクトリーの岡村社長に、「タイヤの使い方が上手い、グリップとドリフトの中間のように、タイヤを物凄くつぶして走るんだ」と誉められた経験がある。
- ニコニコ動画「脇阪寿一の言いたい放題」に出演していたSUPER GTでパートナーを組んでいる片岡曰く「尋常ではない負けず嫌い」とのことである。
- 日本人としては珍しく「ターンイン時にブレーキを残さず進入する」欧州型スタイル。2018年に自分の運転理論をまとめた『谷口信輝ドライビングノート』を出版している。

## エピソード
- テレビ東京のSUPER GT+内におけるコーナー『愛車自慢コンテスト』で「愛車キング」として審査長を務める。「シャコタン・ツライチ」を信条としており、自身の車も必ずチューニングをする。希少車のトヨタ・スポーツ800も、エンジンをAE111のものに換装している[1]。
- 人生で初めて新車で買ったのはトヨタ・86（ZN6）の前期型[10]。
- 最初に買ったAE86はイカ天登場時はスーパーチャージャー仕様ではあったものの、その他のパーツは「付いていればいい」状態で、キャンバーを調整するためのピロアッパーマウントは0度のまま、ロールバーは固定されず室内に入っているだけの状態だった。その後5台のAE86を乗り継いだ。
- 2006年、トヨタ・ラクティスのCMで、出演している佐藤隆太のスタント役として、アフロヘアーのカツラをかぶりラクティスを運転し、初CM出演を飾る。
- 父親もチューンされたZ32を所有していた（現在は手放している）。
- 今村陽一には、戦績や勝利数が谷口より多いのに関わらず永遠の先輩と呼ばれ、尊敬されている。
- 株式会社元気制作のレースゲームにライバルキャラクターとして度々出演している。「首都高バトル01」や「街道バトルシリーズ」、「レーシングバトル -C1 GRAND PRIX-」において、実際の谷口の愛車である「NOB SILVIA」と共に登場する。
- 幕張メッセで86のデモランを行った際、会場からヴェルファイアで出ようとした豊田章男を呼び止め、隣の席に乗せて織戸学とともにツインドリフトを体験してもらった。走行後豊田からは「私もこんな走りがしたい！」と賞賛されている[11]。
- 2001年のマカオ・ギアレースで4位チェッカーを受けた後、リスボアコーナーで織戸学と共に二台のトヨタ・アルテッツァで華麗なドーナッツターンを披露してマカオの観客を沸かせた[12]。
- 前述の通りバイクやツーリングカーレースを専門としてきたため、フォーミュラカーのレース経験は全く無い。「体格が大柄なのでシート合わせが難しい」との理由から、レース以外でもフォーミュラカーを運転する機会がなかなかなく、2018年4月に富士スピードウェイのイベントでフェラーリ・F187のデモランを担当したのが初のフォーミュラカー経験となった[13]。

## レース戦績
- 2000年 - 十勝24時間レース 5ZIGEN CIVIC(総合10位・クラス4位)
- 2001年
  - D1 GRAND PRIX  (シリーズチャンピオン・2勝)
  - スーパー耐久・クラスN+ (#4 REDLINE ALTEZZA）（シリーズ2位）
  - ネッツカップアルテッツァワンメイクレース (#41 REDLINE ALTEZZA）（シリーズ4位）
- 2002年
  - 全日本GT選手権・GT300クラス (RE雨宮レーシング #7 雨宮マツモトキヨシアスパラRX7）（シリーズ13位・1勝)
  - 第31回インターナショナル Pokka 1000km・GT500クラス（TOYOTA TEAM SARD #39 IDC大塚家具サードスープラ）（総合3位）
  - スーパー耐久・クラスN+ (#25 ADVAN ALTEZZA）（シリーズチャンピオン)
  - D1 GRAND PRIX (シリーズ2位・1勝）
- 2003年
  - 全日本GT選手権・GT300クラス (第6戦まで）（RE雨宮レーシング #7 雨宮マツモトキヨシアスパラRX7）（シリーズ17位)
  - D1 GRAND PRIX (シリーズ4位・1勝）
- 2004年
  - 全日本GT選手権・GT300クラス (RACING PROJECT BANDOH #19 ウェッズスポーツセリカ）（シリーズ5位・1勝)
  - スーパー耐久・クラス1 (DENAG RACING #25 ADVAN DGゼナドリンGT3）（シリーズ2位・2勝)
  - D1 GRAND PRIX (シリーズ2位・1勝)
- 2005年
  - SUPER GT・GT300クラス(RACING PROJECT BANDOH #19 ウェッズスポーツセリカ）（シリーズ7位)
  - スーパー耐久・ST1クラス (TEAM ADVAN DENAG #25 ADVAN DENAG GT3）（シリーズチャンピオン・7勝)
  - D1 GRAND PRIX (シリーズ10位)
- 2006年 - SUPER GT・GT300クラス 第6戦まで（direxiv motorsport #27 direxiv ADVAN 320R）第7戦から（R&D SPORT #61 アネブル ADVAN VEMAC320R）（シリーズ3位・1勝)
- 2007年 - SUPER GT・GT300クラス (TEAM TAISAN with NISHIZAWA #26 ユンケルパワータイサンポルシェ）（シリーズ6位・2勝)
- 2008年
  - SUPER GT・GT300クラス (TEAM TAISAN with NISHIZAWA #26 ユンケルパワータイサンポルシェ）（シリーズ3位・1勝)
  - スーパー耐久・ST1クラス (PETRONAS SYNTIUM TEAM #28 PETRONAS SYNTIUM BMW Z4M COUPE）（シリーズチャンピオン)
- 2009年
  - SUPER GT・GT300クラス (M7 RE雨宮レーシング #7 M7 MUTIARA MOTORS雨宮SGC 7／MAZDA RX-7）（シリーズ2位)
  - スーパー耐久・ST1クラス (PETRONAS SYNTIUM TEAM #1 PETRONAS SYNTIUM BMW Z4M COUPE）（シリーズチャンピオン・5勝）
- 2010年
  - SUPER GT・GT300クラス (M7 RE雨宮レーシング #7 M7 MUTIARA MOTORS雨宮SGC 7／MAZDA RX-7）（シリーズ3位・2勝)
  - スーパー耐久・ST1クラス (PETRONAS SYNTIUM TEAM #1 PETRONAS SYNTIUM BMW Z4M COUPE）（シリーズチャンピオン・6勝）
  - ホンダ エキサイティングカップ ワンメイクレース シビックレース（アールエスファイン #18 ジョージスピリッツM7シビック）（インターシリーズ2位・4勝）
  - ドバイ24時間レース・A5クラス（PETRONAS SYNTIUM TEAM #40 BMW Z4M COUPE）（総合2位・クラス優勝）
  - 世界ツーリングカー選手権〈Rd.10&11スポット参戦〉（スクーデリア・プロ・チーム・モータースポーツ #43 BMW 320i）
- 2011年
  - SUPER GT・GT300クラス (GSR&Studie with TeamUKYO #4 初音ミク グッドスマイル BMW／BMW Z4 GT3）（シリーズチャンピオン・3勝)
  - スーパー耐久・ST1クラス (PETRONAS SYNTIUM TEAM #1 PETRONAS SYNTIUM BMW Z4M COUPE）（シリーズチャンピオン・6勝）
  - ホンダ エキサイティングカップ ワンメイクレース シビックレース（RS FINE #2 M7JAPAN プロμシビック）（シリーズチャンピオン・2勝）
- 2012年
  - SUPER GT・GT300クラス (GSR&Studie with TeamUKYO #0 GSR 初音ミク BMW／BMW Z4 GT3）（シリーズ5位・1勝)
  - スーパー耐久・GT3クラス (PETRONAS SYNTIUM TEAM #1 PETRONAS SYNTIUM Mercedes SLS AMG GT3）（シリーズチャンピオン・4勝）
  - D1 GRAND PRIX (HKS #87 HKS Racing performer 86)（シリーズ10位)
- 2013年
  - SUPER GT・GT300クラス (GSR&Studie with TeamUKYO #4 GSR 初音ミク BMW／BMW Z4 GT3）（シリーズ3位・2勝)
  - スーパー耐久・GT3クラス (PETRONAS SYNTIUM TEAM #1 PETRONAS SYNTIUM Mercedes SLS AMG GT3）（シリーズチャンピオン・4勝）
  - D1 GRAND PRIX (HKS #87 HKS Racing performer 86／TOYOTA 86)（シリーズ32位）
  - GAZOO Racing 86/BRZ Race（コウベトヨペット AREA86 レーシング #92 コウベトヨペット86／TOYOTA 86）（シリーズ6位）
- 2014年
  - SUPER GT・GT300クラス (GOODSMILE RACING & TeamUKYO #4 グッドスマイル 初音ミク Z4／BMW Z4 GT3）（シリーズチャンピオン・2勝）
  - D1 GRAND PRIX (HKS #87 HKS Racing performer 86)
  - GAZOO Racing 86/BRZ Race (KTMS KOBETOYOPET MOTOR SPORTS #82 KTMS 86／TOYOTA 86)（シリーズチャンピオン・5勝）
- 2015年
  - SUPER GT・GT300クラス (GOODSMILE RACING & TeamUKYO #0 グッドスマイル 初音ミク SLS／Mercedes-Benz SLS AMG GT3）（シリーズ12位)
  - GAZOO Racing 86/BRZ Race・プロフェッショナルシリーズ (KOBETOYOPET MOTOR SPORTS #1 KTMS 86／TOYOTA 86)（シリーズチャンピオン・4勝）
  - アジアン・ル・マン GTクラス（Team AAI #91 BMW Z4 GT3）（シリーズ10位）
- 2016年
  - SUPER GT・GT300クラス（GOODSMILE RACING & TeamUKYO #4 グッドスマイル 初音ミク AMG／Mercedes-AMG GT3）（シリーズ7位)
  - GAZOO Racing 86/BRZ Race・プロフェッショナルシリーズ（KTMS KOBETOYOPET MOTOR SPORTS #1 KTMS 86／TOYOTA 86）（シリーズ14位）
- 2017年
  - SUPER GT・GT300クラス（GOODSMILE RACING & TeamUKYO #4 グッドスマイル 初音ミク AMG／Mercedes-AMG GT3）（シリーズチャンピオン・1勝）
  - GAZOO Racing 86/BRZ Race・プロフェッショナルシリーズ（KTMS KOBETOYOPET MOTOR SPORTS #82 KTMS 86／TOYOTA 86）（シリーズ8位）
- 2018年
  - SUPER GT・GT300クラス（GOODSMILE RACING & TeamUKYO #0 グッドスマイル 初音ミク AMG／Mercedes-AMG GT3）（シリーズ4位）
  - GAZOO Racing 86/BRZ Race・プロフェッショナルシリーズ（KTMS KOBETOYOPET MOTOR SPORTS #82 KTMS 86／TOYOTA 86）（シリーズチャンピオン・2勝）
  - インターコンチネンタルGTシリーズ（#00 Mercedes-AMG Team Goodsmile／Mercedes-AMG GT3）（シリーズ19位）
- 2019年
  - SUPER GT・GT300クラス（GOODSMILE RACING & TeamUKYO #0 グッドスマイル 初音ミク AMG／Mercedes-AMG GT3）（シリーズ4位）
  - GAZOO Racing 86/BRZ Race・プロフェッショナルシリーズ（KTMS KOBETOYOPET MOTOR SPORTS #82 KTMS 86／TOYOTA 86）（シリーズチャンピオン・3勝）
  - インターコンチネンタルGTシリーズ（#00 Goodsmile Racing & Type-Moon Racing 、 #00 Mercedes-AMG Team Goodsmile／Mercedes-AMG GT3）（シリーズ37位）
- 2020年
  - SUPER GT・GT300クラス（GOODSMILE RACING & TeamUKYO #4 グッドスマイル 初音ミク AMG／Mercedes-AMG GT3）（シリーズ8位）
  - GAZOO Racing 86/BRZ Race・プロフェッショナルシリーズ（KTMS KOBETOYOPET MOTOR SPORTS #1 KTMS 86／TOYOTA 86）（シリーズ2位）
- 2021年
  - SUPER GT・GT300クラス（GOODSMILE RACING & TeamUKYO #4 グッドスマイル 初音ミク AMG／Mercedes-AMG GT3）（シリーズ10位）
  - GAZOO Racing 86/BRZ Race・プロフェッショナルシリーズ（KTMS KOBETOYOPET MOTOR SPORTS #82 KTMS 86／TOYOTA 86）（シリーズ4位）
- 2022年 - SUPER GT・GT300クラス（GOODSMILE RACING & TeamUKYO #4 グッドスマイル 初音ミク AMG／Mercedes-AMG GT3）（シリーズ9位）
- 2023年 - SUPER GT・GT300クラス（GOODSMILE RACING & TeamUKYO #4 グッドスマイル 初音ミク AMG／Mercedes-AMG GT3）（シリーズ14位）

### 全日本GT選手権/SUPER GT
| 年     | チーム                      | 使用車両                        | クラス | 1      | 2       | 3       | 4      | 5       | 6       | 7       | 8      | 9      | 順位 | ポイント |
| ------ | --------------------------- | ------------------------------- | ------ | ------ | ------- | ------- | ------ | ------- | ------- | ------- | ------ | ------ | ---- | -------- |
| 2002年 | RE雨宮レーシング            | マツダ・RX-7                    | GT300  | TAI 6  | FSW 12  | SUG Ret | SEP 1  | FSW 12  | TRM Ret | MIN Ret | SUZ    |        | 13位 | 29       |
| 2003年 | RE雨宮レーシング            | マツダ・RX-7                    | GT300  | TAI 21 | FSW 10  | SUG 3   | FSW 23 | FSW Ret | TRM 14  | AUT 20  | SUZ    |        | 9位  | 4        |
| 2004年 | RACING PROJECT BANDOH       | トヨタ・セリカ                  | GT300  | TAI 4  | SUG 1   | SEP Ret | TOK 7  | TRM 13  | AUT 5   | SUZ 5   |        |        | 5位  | 48       |
| 2005年 | RACING PROJECT BANDOH       | トヨタ・セリカ                  | GT300  | OKA 7  | FSW 6   | SEP 7   | SUG 7  | TRM 2   | FSW 6   | AUT 3   | SUZ 9  |        | 7位  | 54       |
| 2006年 | DIREXIV MOTORSPORT          | ヴィーマック・320R              | GT300  | SUZ 7  | OKA 1   | FSW 18  | SEP 2  | SUG 4   | SUZ 2   |         |        |        | 3位  | 75       |
| 2006年 | R&D SPORT                   | ヴィーマック・320R              | GT300  |        |         |         |        |         |         | TRM 6   | AUT 20 | FSW 13 | 3位  | 75       |
| 2007年 | TEAM TAISAN with NISHIZAWA  | ポルシェ・911 GT3-RS            | GT300  | SUZ 11 | OKA 3   | FSW 19  | SEP 13 | SUG Ret | SUZ Ret | TRM 1   | AUT 8  | FSW 1  | 6位  | 58       |
| 2008年 | TEAM TAISAN with NISHIZAWA  | ポルシェ・911 GT3-RS            | GT300  | SUZ 3  | OKA 2   | FSW Ret | SEP 15 | SUG 7   | SUZ 5   | TRM 4   | AUT 15 | FSW 1  | 3位  | 71       |
| 2009年 | M7 RE雨宮レーシング         | マツダ・RX-7                    | GT300  | OKA 3  | SUZ 2   | FSW 3   | SEP 3  | SUG 11  | SUZ 7   | FSW DNS | AUT 2  | TRM 2  | 2位  | 82       |
| 2010年 | M7 RE雨宮レーシング         | マツダ・RX-7                    | GT300  | SUZ 1  | OKA 18  | FSW 11  | SEP 1  | SUG 7   | SUZ 6   | FSW C   | TRM 8  |        | 3位  | 52       |
| 2011年 | GSR & Studie with TeamUKYO  | BMW・Z4 GT3                     | GT300  | OKA 4  | FSW 5   | SEP 1   | SUG 6  | SUZ 5   | FSW 1   | AUT 9   | TRM 1  |        | 1位  | 87       |
| 2012年 | GSR & Studie with TeamUKYO  | BMW・Z4 GT3                     | GT300  | OKA 3  | FSW 1   | SEP 12  | SUG 7  | SUZ Ret | FSW 8   | AUT 5   | TRM 4  |        | 5位  | 52       |
| 2013年 | GSR & Studie with TeamUKYO  | BMW・Z4 GT3                     | GT300  | OKA 2  | FSW 9   | SEP 6   | SUG 15 | SUZ DSQ | FSW 1   | AUT 1   | TRM 4  |        | 3位  | 70       |
| 2014年 | GOODSMILE RACING & TeamUKYO | BMW・Z4 GT3                     | GT300  | OKA 1  | FSW 1   | AUT 16  | SUG 15 | FSW 4   | SUZ 5   | CHA 3   | TRM 3  |        | 1位  | 78       |
| 2015年 | GOODSMILE RACING & TeamUKYO | メルセデス・ベンツ・SLS AMG GT3 | GT300  | OKA 5  | FSW 5   | CHA 13  | FSW 18 | SUZ 8   | SUG 16  | AUT 7   | TRM 2  |        | 12位 | 35       |
| 2016年 | GOODSMILE RACING & TeamUKYO | メルセデスAMG・GT3              | GT300  | OKA 2  | FSW 18  | SUG 7   | FSW 5  | SUZ 5   | CHA 8   | TRM 18  | TRM 3  |        | 7位  | 47       |
| 2017年 | GOODSMILE RACING & TeamUKYO | メルセデスAMG・GT3              | GT300  | OKA 1  | FSW 11  | AUT 5   | SUG 4  | FSW 2   | SUZ 19  | CHA 2   | TRM 3  |        | 1位  | 77       |
| 2018年 | GOODSMILE RACING & TeamUKYO | メルセデスAMG・GT3              | GT300  | OKA 8  | FSW 5   | SUZ 8   | CHA 7  | FSW 2   | SUG 3   | AUT 19  | TRM 3  |        | 4位  | 56       |
| 2019年 | GOODSMILE RACING & TeamUKYO | メルセデスAMG・GT3              | GT300  | OKA 8  | FSW 6   | SUZ 4   | CHA 12 | FSW 8   | AUT 4   | SUG 2   | TRM 5  |        | 4位  | 47.5     |
| 2020年 | GOODSMILE RACING & TeamUKYO | メルセデスAMG・GT3 Evo          | GT300  | FSW 9  | FSW 27  | FSW 8   | TRM 9  | FSW 8   | SUZ 3   | TRM 2   | FSW 15 |        | 8位  | 36       |
| 2021年 | GOODSMILE RACING & TeamUKYO | メルセデスAMG・GT3 Evo          | GT300  | OKA 14 | FSW 8   | SUZ 3   | TRM 5  | SUG 23  | AUT 6   | TRM Ret | FSW 4  |        | 10位 | 33       |
| 2022年 | GOODSMILE RACING & TeamUKYO | メルセデスAMG・GT3 Evo          | GT300  | OKA 7  | FSW 16  | SUZ 11  | FSW 13 | SUZ 1   | SUG 26  | AUT 6   | MOT 7  |        | 9位  | 33       |
| 2023年 | GOODSMILE RACING & TeamUKYO | メルセデスAMG・GT3 Evo          | GT300  | OKA 9  | FSW Ret | SUZ 18  | FSW 12 | SUZ 5   | SUG 5   | AUT 6   | MOT 11 |        | 14位 | 20       |
| 2024年 | GOODSMILE RACING & TeamUKYO | メルセデスAMG・GT3 Evo          | GT300  | OKA 9  | FSW 4   | SUZ 12  | FSW 2  | SUZ 10  | SUG 20  | AUT 16  | MOT 10 |        | 8位  | 20       |
| 2025年 | GOODSMILE RACING & TeamUKYO | メルセデスAMG・GT3 Evo          | GT300  | OKA 4  | FSW     | SEP     | FSW    | SUZ     | SUG     | AUT     | MOT    |        | 4位* | 14*      |

- 太字はポールポジション、斜字はファステストラップ。(key)
- * : 今シーズンの順位。（現時点）

### 世界ツーリングカー選手権
| 年     | チーム                                     | 使用車両   | 1    | 2    | 3    | 4    | 5    | 6    | 7    | 8    | 9    | 10   | 11  | 12  | 13   | 14   | 15   | 16   | 17   | 18   | 19      | 20      | 21      | 22       | 順位 | ポイント |
| ------ | ------------------------------------------ | ---------- | ---- | ---- | ---- | ---- | ---- | ---- | ---- | ---- | ---- | ---- | --- | --- | ---- | ---- | ---- | ---- | ---- | ---- | ------- | ------- | ------- | -------- | ---- | -------- |
| 2010年 | スクーデリア・プロチーム・モータースポーツ | BMW・320si | BRA1 | BRA2 | MAR1 | MAR2 | ITA1 | ITA2 | BEL1 | BEL2 | POR1 | POR2 | UK1 | UK2 | CZE1 | CZE2 | GER1 | GER2 | SPA1 | SPA2 | OKA1 12 | OKA2 18 | MAC1 16 | MAC2 Ret | NC   | 0        |

### アジアン・ル・マン・シリーズ
| 年        | チーム   | 使用車両    | クラス | 1       | 2   | 3     | 4     | 順位 | ポイント |
| --------- | -------- | ----------- | ------ | ------- | --- | ----- | ----- | ---- | -------- |
| 2015-16年 | Team AAI | BMW・Z4 GT3 | GT     | FSW Ret | SEP | CHA 3 | SEP 2 | 10位 | 15       |

### インターコンチネンタルGTシリーズ
| 年     | チーム           | 使用車両               | クラス | 1   | 2   | 3      | 4   | 5   | 順位 | ポイント |
| ------ | ---------------- | ---------------------- | ------ | --- | --- | ------ | --- | --- | ---- | -------- |
| 2025年 | GOODSMILE RACING | メルセデスAMG・GT3 Evo | Pro    | BAT | NÜR | Spa 29 | SUZ | IND | NC*  | 0*       |